# Atlantis (wrestler)
Atlantis (ur. 28 września 1962) – meksykański luchador występujący w federacji Consejo Mundial de Lucha Libre.
W 2014 i 2015 roku uczestniczył w walkach wieczoru CMLL Anniversary Show, które wygrał zmuszając tym samym do zdjęcia maski przez Último Guerrero i La Sombrę.

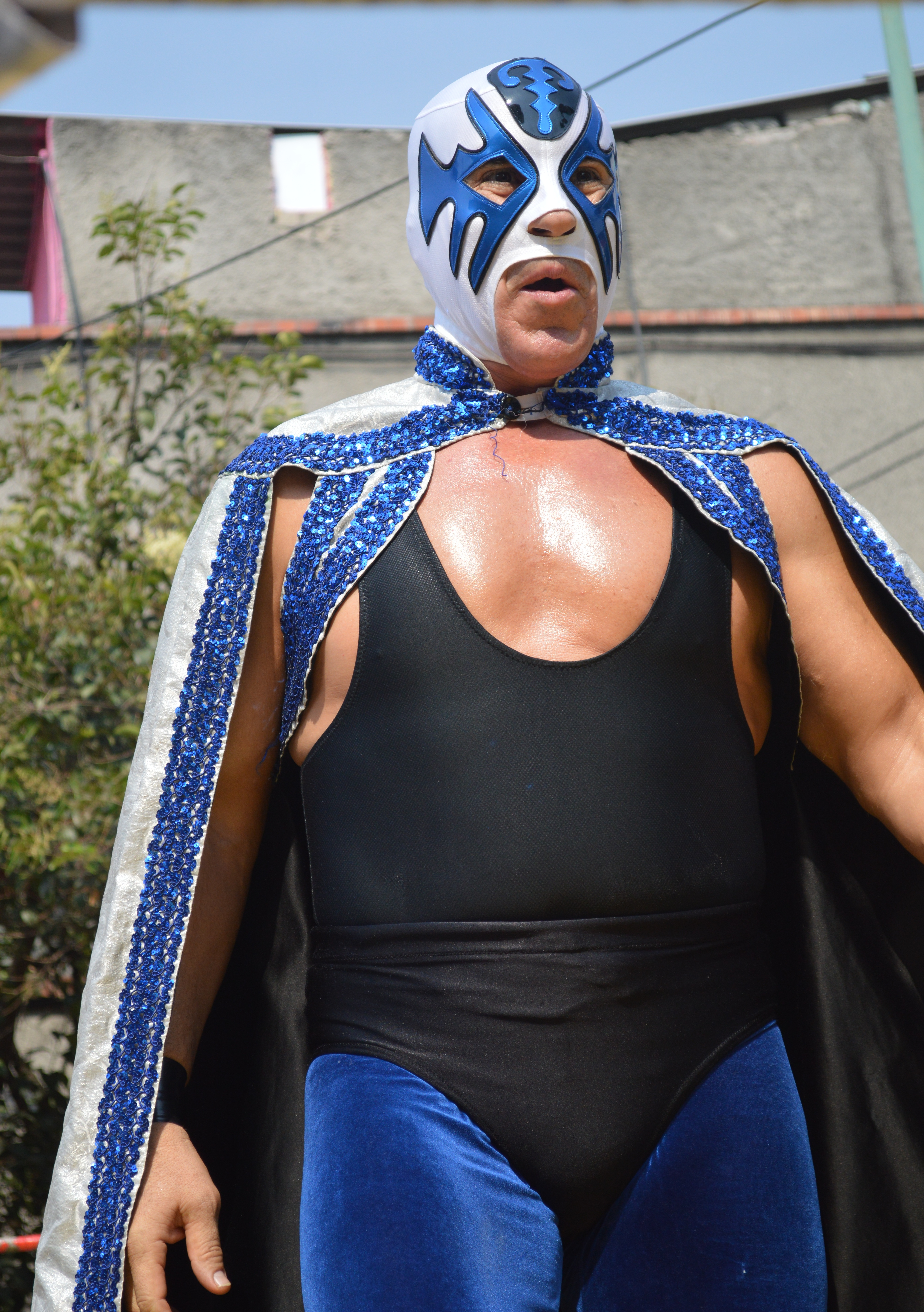
Atlantis podczas jednej z gal.

## Mistrzostwa i osiągnięcia
- Empressa Mexicana de Lucha Libre / Consejo Mundial de Lucha Libre
  - CMLL World Light Heavyweight Championship (2 razy)[4]
  - CMLL World Tag Team Championship (5 razy) – z Rayo de Jalisco Jr. (1), Lizmark (1), Blue Panther (1), Último Guerrero (1) i Diamante Azul (1)[5][6]
  - CMLL World Trios Championship (4 razy) – z Mr. Niebla i Lizmark (1), Mr. Niebla i Black Warrior (1) oraz Último Guerrero i Tarzan Boy (1), Último Guerrero i Negro Casas[5][7]
  - Mexican National Light Heavyweight Championship (1 raz)[8]
  - Mexican National Middleweight Championship (1 raz)[9]
  - Mexican National Tag Team Championship (1 raz) – z Ángel Azteca[10]
  - Mexican National Trios Championship (4 razy) – z Octagón i Máscara Sagrada (1) oraz Delta i Guerrero Maya Jr. (3)[11]
  - NWA World Light Heavyweight Championship (1 raz)
  - NWA World Middleweight Championship (3 razy)[12]
  - Torneo Gran Alternativa (2005) – z La Máscara[13]
  - Copa Bobby Bonales (2011)
  - Copa Victoria (1997)
  - Forjando un Ídolo: Guerra Continúa (2011) – z Delta i Guerrero Maya Jr.[14]
  - International Gran Prix (2005)[15]
  - Leyenda de Azul (2014)
  - Leyenda de Plata (2005)[16]
  - CMLL Torneo Nacional de Parejas Increibles (2010, 2011, 2012, 2014) – z Máscara Dorada (2010, 2011), Mr. Niebla (2012) i Euforia (2014)
  - Torneo Increibles de Parejas, Arena Puebla – z Volador Jr.[17]
  - Universal Championship (2015)
  - CMLL Tag Team of the Year (2010) – z Último Guerrero
- Lucha Libre Azteca
  - LLA Azteca Championship (1 raz)[18]
- Michinoku Pro Wrestling
  - Tohoku Junior Heavyweight Championship (1 raz)[19]
  - Fukumen World League (2003)
- New Japan Pro Wrestling
  - Fantastica Mania 2015 Tag Tournament – z Máscara Dorada
- Pro Wrestling Illustrated
  - 188. miejsce w rankingu PWI 500 w 2010 roku[20]
- Universal Wrestling Entertainment
  - UWE Tag Team Championship (1 raz) – z Último Guerrero[21]
- World Wrestling Association
  - WWA Light Heavyweight Championship (1 raz)[22]
- Wrestling Observer Newsletter
  - Match of the Year: 2000 (Atlantis vs. Villano III z 17 marca)
  - Wrestling Observer Newsletter Hall of Fame (wprowadzony w 2013 roku)[23][24]

## Filmografia
- La Fuerza Bruta – 1991
- Octagón y Atlantis, la revancha – 1992
- Atlantis al rescate – 2007